# Kon-Tiki
För andra betydelser, se Kon-Tiki (olika betydelser).
Kon-Tiki är en segelflotte, som byggdes i Peru och seglades från Callao 1947 till Polynesien under ledning av Thor Heyerdahl. Seglingen genomfördes för att bekräfta Thor Heyerdahls teorier om folkvandringarna i Stilla havet.

## Namnet
Flotten döptes till Kon-Tiki efter ett äldre, alternativt namn på Viracocha, Inkafolkets sol- och skapargud. Denne vithyllte gestalt levde enligt legenden som översteprästen och solkungen Kon-Tiki ett fredligt liv tillsammans med sitt folk, invid Titicacasjön i Peru.
En dag blev de dock anfallna och nästan utrotade av en grannstam. Endast Kon-Tiki och hans närmaste män överlevde. De tog sig ned till havet, där de flydde på en balsaflotte till Polynesien.

## Historik

### Besättning
- Thor Heyerdahl, (1914–2002) ledare för expeditionen.
- Erik Hesselberg (1914–1972) navigatör och konstnär. Han målade den stora Kon-Tiki-figuren på seglet.
- Bengt Danielsson, (1921–1997) sociolog och kock ombord. Fick vara tolk då han var den ende som talade spanska.
- Knut Haugland (1917–2009) radioexpert.
- Torstein Raaby, (1918–1964) var också ansvarig för radiokommunikationen.
- Herman Watzinger, (1910–1986) ingenjör med ansvar för de meteorologiska och hydrografiska mätningarna under färden.

### Bygge och färd
Kon-Tiki byggdes av nio stockar i balsaträ, utifrån tolv utvalda, ett ton tunga trädstammar som huggits ner i angränsande Ecuador. Ingen spik eller ståltråd användes, endast rep av hampa. Bamburör, vass, bananblad och några furuplankor utgjorde övrigt byggnadsmaterial. Besättningen bestod av sex personer: fem norrmän, bland andra Erik Hesselberg och Knut Haugland, samt svensken Bengt Danielsson.
Seglatsen utgick från Callao i Peru den 28 april 1947. Peruanska myndigheter avsvor sig ansvar för Heyerdahls våghalsiga projekt, och landets marinminister tvingade Heyerdahl att skriva på ett papper i detta syfte. Andra ansåg att flottens hamprep snabbt skulle skava sönder och att provianten inte skulle räcka; man lassade dock ombord både vatten och proviant nog för fyra månader.
Under seglatsen blev besättning återkommande översköljd av kraftiga regn, vilket gav färskvatten. Flygfiskar landade många gånger på däck, vilket drygade ut den medhavda provianten.
Färden tog slut på ett korallrev mellan ön Raroia och dess grannö Takuma i Polynesien den 7 augusti samma år, efter en seglats på nära 7 000 km under 101 dagar.
Heyerdahl visade därmed att det varit möjligt för forntida människor att ta sig från Sydamerikas kust västerut till Polynesiens övärld i Stilla havet; enligt honom var sägnens Kon-Tiki stamfader till Polynesiens befolkning. Resultat från 2005 av en genetisk analys av mitokondrie-DNA i öbefolkningen bevisade dock att befolkningen i Polynesien kommit västerifrån, troligtvis från dagens Taiwan.

### Efter färden
Thor Heyerdahls bok om färden, Expedition Kon-Tiki, gavs ut på svenska år 1949. Boken har i olika upplagor och på olika språk sålts i totalt cirka 50 miljoner exemplar. Erik Hesselberg gav samma år ut den tecknade boken Kon-Tiki og jeg.
Flotten finns numera på Kon-Tikimuseet på Bygdøy i Oslo.